# TY-90
TY-90 (китайською :天燕-90 ; піньїнь: Tiān Yàn-90 ; укр. «Небесна ластівка -90») — це китайська ракета класу «повітря-повітря», спеціально розроблена для бойових дій на ударних вертольотах. Всупереч помилковим твердженням, ця ракета не розроблена на основі ракет ПЗРК, натомість вона спеціально розроблена як ракета класу «повітря-повітря» для ведення бойових дій на вертольотах.